# Michel Huerne de Pommeuse
Michel Louis François Huerne de Pommeuse est un homme politique français né le 14 février 1765 à Paris et décédé le 25 juin 1840 dans la même ville.

## Biographie
Avocat et propriétaire terrien, il est député de Seine-et-Marne de 1815 à 1816 et de 1820 à 1827, siégeant dans la majorité soutenant les gouvernements de la Restauration. Il se spécialise sur les questions financières.

## Publications
- Du projet d'un canal latéral à la partie rarement navigable de la Loire qui sépare les canaux du Centre et de Briare, Imprimerie de Huzard-Courcier, Paris, 1821 (lire en ligne)
- Des canaux navigables considérés d'une manière générale, avec des recherches comparatives sur la navigation intérieure de la France et celle de l'Angleterre accompagné de cartes, profils, dessins de machines et travaux d'art, Bachelier et Huzard, Paris, 1822, tome 2 ( lire en ligne)
- Des colonies agricoles et de leurs avantages, imprimerie de Madame Huzard, Paris, 1832 (lire en ligne)
- Canaux et rivières, et en particulier de la mer Rouge à la mer Méditerranée, communication à la Société d'encouragement (juillet 1839), dans Annales des ponts et chaussées. Mémoires et documents relatifs à l'art des constructions et au service de l'ingénieur, 2e semestre 1839, p. 384-393 (lire en ligne)
- Rapport sur les travaux d'exploitation et de colonisation des terrains, jadis incultes, de Basse Camargue, Société royale et centrale d'agriculture, 1839 (lire en ligne)
- Observations présentées à la Société d'encouragement au sujet d'une discussion sur les chemins de fer (état financier des chemins de fer anglais), dans Annales des ponts et chaussées. Mémoires et documents relatifs à l'art des constructions et au service de l'ingénieur, 1er semestre 1840, p. 128-144 (lire en ligne)

## Sources
- « Michel Huerne de Pommeuse », dans Adolphe Robert et Gaston Cougny, Dictionnaire des parlementaires français, Edgar Bourloton, 1889-1891 [détail de l’édition]